# Osita Iheme

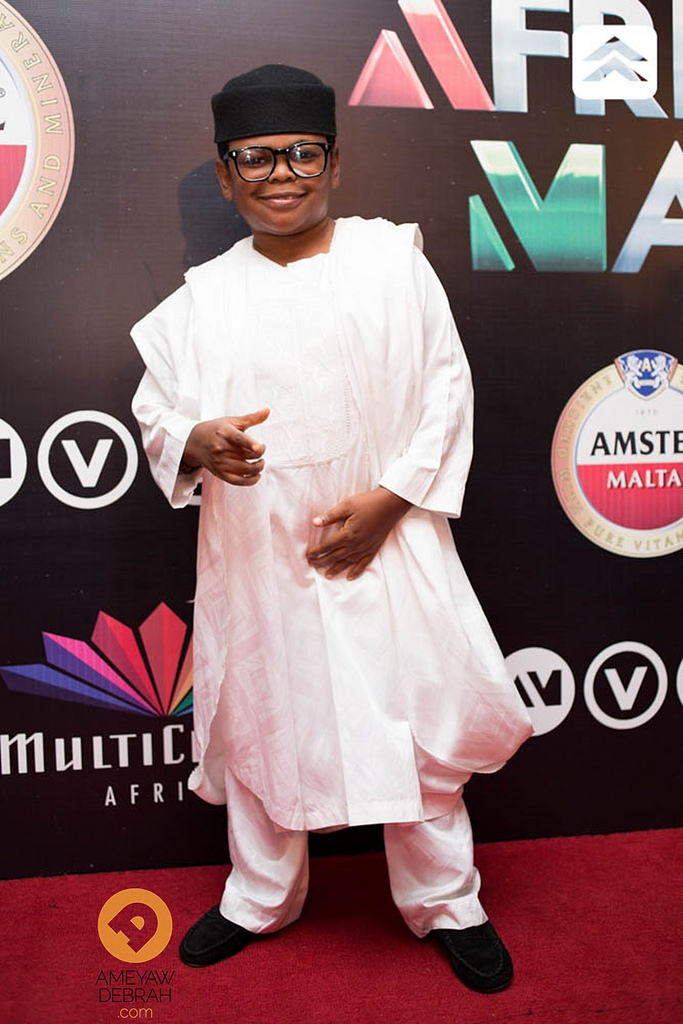
Osita Iheme

Osita Iheme (Mbaitoli, 20 februari 1982) is een Nigeriaanse acteur die in Nollywoodfilms speelt.
Hij is geboren in 1982 en is vooral bekend wegens zijn kleine gestalte. Hij werd beroemd in Afrika met de rol van 'Pawpaw' in de film Aki na Ukwa, waarin hij samen met de andere dwerg-acteur Chinedu Ikedieze speelde. In 2007 kreeg hij de Lifetime Achievement Award op de African Movie Academy Awards.
- International Standard Name Identifier: 0000 0004 3690 0203
- Library of Congress Control Number: no2014105880
- Virtual International Authority File: 310622123
- WorldCat: E39PBJpDVPYJGqWYQx87mmf6rq